# 東昆西 (加利福尼亞州)
東昆西（英語：Delleker）是位於美國加利福尼亞州普盧默斯縣的一個人口普查指定地區。

## 地理
東昆西的座標為39°56′07″N 120°54′28″W / 39.93528°N 120.90778°W，而該地最高點為海拔高度1064米（即3491英尺）。

## 人口
根據2010年美國人口普查的數據，東昆西的面積為31.357平方千米，當中陸地面積為31.357平方千米，而水域面積為0.000平方千米。當地共有人口2489人，而人口密度為每平方千米79人。